# Dwm
Pour les articles homonymes, voir DWM (homonymie).
dwm (Dynamic Window Manager) est un gestionnaire de fenêtres libre fonctionnant au-dessus de X Window System sur les machines de type Unix. Il est minimaliste, l'objectif étant de créer un gestionnaire de fenêtre dont le code source n'excéderait pas les 2 000 lignes.
Le développement de dwm a commencé en juillet 2006 et était fondé initialement sur le code de Wmii.
Depuis sa création, plusieurs gestionnaires de fenêtres se sont créés sur la base de dwm :
- Awesome ;
- Xmonad.